# Basilica di Santa Maria del Monte (Bombay)
La basilica di Santa Maria del Monte (detta popolarmente in inglese Mount Mary) è una delle più importanti chiese cattoliche della città di Bombay e di tutta l'India. La chiesa è situata nel periferico quartiere di Bandra e si trova sulla cima di una collina che domina la baia della città.